# Collège de la médecine générale
 (avril 2017).
Pour les articles homonymes, voir CMG.
Le Collège de la médecine générale (CMG), association loi de 1901, regroupe l’ensemble des organisations qui œuvrent pour la discipline "médecine générale", dans les champs professionnel, scientifique et universitaire.
Le Collège de la médecine générale adhère à la définition européenne de la médecine générale telle qu'elle a été développée par la WONCA (the World Organization of National Colleges, Academies and Academic Associations of General Practitioners/Family Physicians). Il est par ailleurs le représentant officiel de la France à la WONCA.

## Historique
La médecine générale a longtemps été définie « négativement » et par opposition avec les autres disciplines. Au fil des années, des structures ont développé un des aspects, ou des champs de la discipline : formation, enseignement aspect relationnel, représentation et défense professionnelle.[réf. nécessaire]
Grâce au travail de tous, et comme dans les autres pays, la médecine générale est aujourd’hui définie comme une discipline scientifique et d’exercice à part entière, développant soins, enseignement, formation et recherche, au même titre que les autres disciplines.
Après plusieurs tentatives de regroupements avortés, ce regroupement a eu enfin lieu en 2009.
À l'initiative des syndicats représentatifs de médecine générale (UNOF-CSMF, SML, MG France, Union généraliste-FMF), et des sociétés scientifiques de médecine générale (CNGE, SFMG, SFTG, SFDRMG) reconnues par la profession, le Collège de la médecine générale a été créé en 2009, sous forme d’une association loi 1901.

23 structures sont aujourd'hui membres du Collège de la médecine générale 

## Missions du Collège
- Fédérer et mobiliser les différentes composantes de la médecine générale
- Représenter la spécialité : discipline scientifique et discipline d’exercice
- Promouvoir la formation initiale et le développement professionnel continu
- Développer la recherche en soins primaires
- Contribuer à l’élaboration des  protocoles et recommandations en médecine générale

## Organisation
Le Collège est dirigé par un Conseil d’administration de 34 personnes.
Le Pr Pierre-Louis Druais, médecin généraliste sur Port-Marly, professeur de médecine générale à l’UFR des sciences de santé Simone Veil, est Président du Collège de sa création en 2009 à 2019. Le Dr Paul Frappé lui succède en mars 2019[réf. nécessaire]. 

## Reconnaissance institutionnelle
Le Collège est aujourd’hui reconnu par les principales institutions et agences de santé : Ministère de la Santé (soutien institutionnel et financier par la Direction générale de l’offre de soins, DGOS), Haute Autorité de santé (HAS), Inserm, INCA, INPES.

## Travaux et activités du Collège
Le Collège regroupe de nombreuses compétences et expertises (membres des structures adhérentes, médecins généralistes, partenaires et experts institutionnels, etc.) pour répondre aux sollicitations concernant la médecine générale, produire et/ou valider des travaux et recommandations scientifiques, assurer la promotion de la discipline.

### Le Livre Blanc sur les Maladies chroniques
Il a pour objectif de recenser, de valoriser et de mettre en perspectives les travaux des membres du Collège sur le thème des maladies chroniques et polypathologies. Il apporte un éclairage sur les spécificités des soins primaires, et leur place dans un système de soins organisé. Le Livre Blanc est un ouvrage numérique, participatif, et donc évolutif.

## Liens & Références
- Site officiel du Collège de la médecine générale
- Site du Congrès de la Médecine générale France
- Définition européenne de la médecine générale WONCA EUROPE - 2002
- Union Européenne des Médecins Omnipraticiens (UEMO)